# Phoenicocoris crataegi
Phoenicocoris crataegi är en insektsart som först beskrevs av Knight 1931.  Phoenicocoris crataegi ingår i släktet Phoenicocoris och familjen ängsskinnbaggar. Inga underarter finns listade i Catalogue of Life.